# Petri Lindroos
Pour les articles homonymes, voir Lindroos.
Petri 'Pete' Lindroos, né le 10 janvier 1980 à Espoo, est un chanteur et guitariste finlandais. Il est le fondateur du groupe Norther, et est, depuis 2004, le chanteur/guitariste du groupe Ensiferum.
Ses influences musicales sont Children of Bodom, Lost Horizon, Faith No More, Slayer, Testament, Skid Row.

## Biographie
À 14 ans, Petri (également connu sous le nom de "Pete") a commencé à jouer de la guitare. En 1996, il fonde le groupe de death metal mélodique Norther avec le batteur Toni Hallio. En 2004, il rejoint le groupe de folk metal Ensiferum comme chanteur et a continué à jouer et enregistrer avec Norther jusqu'au 3 mars 2009, alors que le site officiel de Norther a annoncé son départ du groupe pour se concentrer davantage sur son travail au sein d'Ensiferum.

## Équipement
- Ibanez Prestige 3550
- Jackson Soloist SL2H
- Kramer Baretta II Pro
- Jackson Dinky
- Médiators Jim Dunlop Jazz III
- Jackson Dx10d
- Mesa/Boogie Rectifier, et plus récemment EVH 5150

## Discographie

### Avec Norther
- N (2008) - CD
- No Way Back (2007) - EP
- Till Death Unites Us (2006) - CD
- Scream (2006) - CD Single
- Solution 7  (EP) (2005) - Mini CD
- Spreading Death (2004) - DVD Single
- Death Unlimited (2004) - CD
- Spreading Death (2004) - CD Single
- Mirror of Madness (2003) - CD
- Unleash Hell (2003) - CD Single
- Dreams of Endless War (2002) - CD
- Released(2002) - CD Single

### Avec Ensiferum
- Winter Storm CD (2024)

- Thalassic CD (2020)
- Two Path CD (2017)
- One Man Army  CD (2015)
- Unsung Heroes CD (2012)
- From Afar CD (2009)
- Victory Songs CD (2007)
- One More Magic Potion CD Single (2007)
- Dragonheads EP (2006)